# Tectarchus salebrosus
Tectarchus salebrosus är en insektsart som först beskrevs av Hutton 1899.  Tectarchus salebrosus ingår i släktet Tectarchus och familjen Diapheromeridae. Inga underarter finns listade i Catalogue of Life.